# Batalla de Siracusa (1710)
La batalla de Siracusa fue un enfrentamiento naval enmarcado dentro del conflicto de la Guerra de Sucesión Española y que tuvo lugar en Siracusa (Sicilia) el 9 de noviembre de 1710. Allí se enfrentaron barcos franceses y británicos saldándose con una derrota inglesa y la captura de sus barcos. 

## La batalla
Una pequeña flota francesa compuesta por 5 navíos de línea bajo el mando del oficial naval y corsario Jacques Cassard llegó al puerto de Siracusa en Sicilia para socorrer a una flota de navíos mercantes franceses que estaban siendo bloqueados por barcos de la Royal Navy.
Cassard llegó a Siracusa en un momento especialmente favorable debido a que la mayor parte de los navíos británicos habían acudido a reforzar el puerto de Mahón en Menorca por lo que en Siracusa tan solo quedaban dos navíos de línea haciendo labores de bloqueo. Cassard apenas tuvo dificultad para capturar los dos buques británicos (el HMS Falcon y el HMS Pembroke) y posteriormente escoltar a los buques mercantes a salvo hasta Marsella.    